# مقاطعة فاييت (ألاباما)
مقاطعة فاييت (بالإنجليزية: Fayette County, Alabama)‏ هي إحدى مقاطعات ولاية ألاباما في الولايات المتحدة. تأسست سنة 1824، بلغ عدد سكانها 17241 نسمة في عام 2010 حسب إحصاء مكتب تعداد الولايات المتحدة وتصل الكثافة السكانية فيها 10.6 نسمة/كم2.

## وصلات خارجية
- www.fayetteal.org